# Olimpíades d'escacs femenines
L'Olimpíada d'escacs femenina és un esdeveniment organitzat per la FIDE (la Federació Internacional d'Escacs) des del 1957 (cada dos anys des del 1972), on les seleccions nacionals femenines competeixen als escacs per obtenir medalles d'or, plata i bronze. Des de l'any 1976 l'Olimpíada d'escacs femenina s'ha incorporat dins dels esdeveniments de l'Olimpíada d'escacs, amb torneigs simultanis femenins i oberts.
La Unió Soviètica té el rècord de victòries: 11 vegades. Des de la dissolució de la Unió Soviètica, la Xina i Geòrgia han guanyat l'esdeveniment quatre vegades cadascuna. També l'han guanyat Hongria, Ucraïna i Israel (un any que va ser boicotejat pel Bloc de l'Est).

## Resultats
De 1957 a 1974, l'Olimpíada femenina va ser un esdeveniment independent (a excepció de l'esdeveniment de 1972). Des de l'any 1976 se celebra al mateix lloc i al mateix temps que l'esdeveniment obert.
| Any  | Edició                 | Seu                             | Or                 | Argent             | Bronze                 |
| ---- | ---------------------- | ------------------------------- | ------------------ | ------------------ | ---------------------- |
| 1957 | I Olimpíada femenina   | Emmen, Països Baixos            | Unió Soviètica 10½ | Romania 10½        | Alemanya Oriental 10   |
| 1963 | II Olimpíada femenina  | Split, Iugoslàvia               | Unió Soviètica 25  | Iugoslàvia 24½     | Alemanya Oriental 21   |
| 1966 | III Olimpíada femenina | Oberhausen, Alemanya Occidental | Unió Soviètica 22  | Romania 20½        | Alemanya Oriental 17   |
| 1969 | IV Olimpíada femenina  | Lublin, Polònia                 | Unió Soviètica 26  | Hongria 20½        | Txecoslovàquia 19      |
| 1972 | XX Olimpíada           | Skopje, Iugoslàvia              | Unió Soviètica 11½ | Romania 8          | Hongria 8              |
| 1974 | VI Olimpíada femenina  | Medellín, Colòmbia              | Unió Soviètica 13½ | Romania 13½        | Bulgària 13            |
| 1976 | XXII Olimpíada         | Haifa, Israel                   | Israel 17          | Anglaterra 11½     | Espanya 11½            |
| 1978 | XXIII Olimpíada        | Buenos Aires, Argentina         | Unió Soviètica 16  | Hongria 11         | Alemanya Occidental 11 |
| 1980 | XXIV Olimpíada         | La Valletta, Malta              | Unió Soviètica 32½ | Hongria 32         | Polònia 26½            |
| 1982 | XXV Olimpíada          | Lucerna, Suïssa                 | Unió Soviètica 33  | Romania 30         | Hongria 26             |
| 1984 | XXVI Olimpíada         | Tessalònica, Grècia             | Unió Soviètica 32  | Bulgària 27½       | Romania 27             |
| 1986 | XXVII Olimpíada        | Dubai, Emirats Àrabs Units      | Unió Soviètica 33½ | Hongria 29         | Romania 28             |
| 1988 | XXVIII Olimpíada       | Tessalònica, Grècia             | Hongria 33         | Unió Soviètica 32½ | Iugoslàvia 28½         |
| 1990 | XXIX Olimpíada         | Novi Sad, Iugoslàvia            | Hongria 35         | Unió Soviètica 35  | Xina 29                |
| 1992 | XXX Olimpíada          | Manila, Filipines               | Geòrgia 30½        | Ucraïna 29         | Xina 28½               |
| 1994 | XXXI Olimpíada         | Moscou, Rússia                  | Geòrgia 32         | Hongria 31         | Xina 27                |
| 1996 | XXXII Olimpíada        | Erevan, Armènia                 | Geòrgia 30         | Xina 28½           | Rússia 28½             |
| 1998 | XXXIII Olimpíada       | Elistà, Rússia                  | Xina 29            | Rússia 27          | Geòrgia 27             |
| 2000 | XXXIV Olimpíada        | Istanbul, Turquia               | Xina 32            | Geòrgia 31         | Rússia 28½             |
| 2002 | XXXV Olimpíada         | Bled, Eslovènia                 | Xina 29½           | Rússia 29½         | Polònia 28             |
| 2004 | XXXVI Olimpíada        | Calvià, Illes Balears           | Xina 31            | Estats Units 28    | Rússia 27½             |
| 2006 | XXXVII Olimpíada       | Torí, Itàlia                    | Ucraïna 29½        | Rússia 28          | Xina 27½               |
| 2008 | XXXVIII Olimpíada      | Dresden, Alemanya               | Geòrgia 18         | Ucraïna 18         | Estats Units 17        |
| 2010 | XXXIX Olimpíada        | Khanti-Mansisk, Rússia          | Rússia 22          | Xina 18            | Geòrgia 16             |
| 2012 | XL Olimpíada           | Istanbul, Turquia               | Rússia 19          | Xina 19            | Ucraïna 18             |
| 2014 | XLI Olimpíada          | Tromsø, Noruega                 | Rússia 20          | Xina 18            | Ucraïna 18             |
| 2016 | XLII Olimpíada         | Bakú, Azerbaidjan               | Xina 20            | Polònia 17         | Ucraïna 17             |
| 2018 | XLIII Olimpíada        | Batum, Geòrgia                  | Xina 18            | Ucraïna 18         | Geòrgia 17             |
| 2022 | XLIV Olimpíada         | Chennai, Índia                  | Ucraïna 18         | Geòrgia 18         | Índia 17               |
| 2024 | XLV Olimpiada          | Budapest, Hongria               | Índia 19           | Kazakhstan 18      | Estats Units 17        |

* El 1976 la Unió Soviètica i altres estats socialistes no competiren per motius polítics.